# Eurylophella funeralis
Eurylophella funeralis är en dagsländeart som först beskrevs av Mcdunnough 1925.  Eurylophella funeralis ingår i släktet Eurylophella och familjen mossdagsländor. Inga underarter finns listade i Catalogue of Life.